# Хокаидо пут 985
Хокаидо пут 985 је пут Хокаидо пут у Јапану, пут број 985, који спаја Јамабе и Суехиро-чо, Суехиро-чо 8 раскрсница, укупне дужине 13,9 км.

## Везе
- Хокаидо пут 706
- Национални пут Јапана 38